# الاربا
الاربا (به اسپانیایی: Alarba) یک شهرستان در اسپانیا است که در استان ساراگوسا واقع شده‌است.